# Szanemák
A szanemák (egyéb nevek angolos átírással: Sanuma, Sanima Tsanuma, Guaika, Samatari, Samatali, Xamatari és az irodalomban, Chirichano) a dél-amerikai esőerdőkben élő egyik indián nép; rokonságban állnak a janomam nyelvcsoporttal.

## Tudnivalók
A világon csak 1500 ember tartja magát szanema indiánnak, és csaknem egészen Brazília és Venezuela határán, a Caura és Ventuari folyók mentén laknak. A ye'kuana indiánokkal osztják meg a területüket. A szanemák a janomam nyelvcsaládba tartozó szanema nyelvet beszélik.

## Helyi incidens
2006. október 24-én, Venezuelában az aranybányászok berontottak a szanemák területére/rezervátumába és megsemmisítettek néhány falut. Bosszúból a venezuelai kormány megölt 10 aranybányászt. Ez az incidens tömegtüntetéshez vezetett az európai származású lakosságtól, Venezuela déli részén.

## Fordítás
- Ez a szócikk részben vagy egészben  a   Sanumá people című angol Wikipédia-szócikk ezen változatának fordításán alapul.  Az eredeti cikk szerkesztőit annak laptörténete sorolja fel. Ez a jelzés csupán a megfogalmazás eredetét és a szerzői jogokat jelzi, nem szolgál a cikkben szereplő információk forrásmegjelöléseként.